# معادله کاپوستینسکی
معادله کاپوستینسکی(به انگلیسی: Kapustinskii equation) معادله ایست جهت محاسبه انرژی شبکه (UL) در یک بلور یونی، که تعیین تجربی آن دشوار است. این معادله به نام شیمیدان لهستانی آناتولی فدروویچ کاپوستینسکی که در سال ۱۹۵۶ این فرمول را منتشر کرد، نامگذاری شده‌است.
{\displaystyle U_{L}={K}\cdot {\frac {\nu \cdot |z^{+}|\cdot |z^{-}|}{r^{+}+r^{-}}}\cdot {\biggl (}1-{\frac {d}{r^{+}+r^{-}}}{\biggr )}}
| که در آن | K = 1.20200‎×۱۰−۴ J·m·mol−1                            |
|          | d = 3.45‎×۱۰−۱۱ m                                      |
|          | ν تعداد یون‌ها در فرمول تجربی،                         |
|          | z+ و z− به ترتیب بار کاتیون‌ها و آنیون ها، و           |
|          | r+ و r− به ترتیب شعاع کاتیون‌ها و آنیون‌ها به واحد متر. |